# كبلر-62e
كيبلر 62 إي (بالإنجليزية: Kepler-62e)‏ الذي يرمز له بالرمز KOI-701.03، هو كوكب خارج المجموعة الشمسية، وأرض هائلة، في كوكبة القيثارة، يتبع Kepler-62.

## الاكتشاف
اكتشف في 2013، وكانت طريقة الاكتشاف طريقة العبور.